# Luís Montenegro
Luís Filipe Montenegro Cardoso de Morais Esteves GOLH (Porto, 16 de fevereiro de 1973) é um advogado, empresário e político português, sendo o atual 119.º Primeiro-Ministro da República Portuguesa, desde 2 de abril de 2024, liderando o XXIV (2024-2025) e o atual XXV Governo Constitucional de Portugal, sendo também o Presidente do Partido Social Democrata.

## Biografia
Luís Montenegro nasceu no Porto e cresceu em Espinho. Do lado materno (Montenegro), tem raízes na região do Douro Vinhateiro, mais precisamente em Barrô, concelho de Resende, de onde a mãe e natural.
Na juventude, foi nadador salvador dos Socorros a Náufragos em Espinho.
Com um pai advogado, Luís Montenegro viria igualmente a prosseguir estudos em Direito, licenciando-se na Universidade Católica Portuguesa (Centro Regional do Porto), em 1996. Anos mais tarde, voltaria a mesma universidade para realizar um curso pós-graduado em Direito da Proteção de Dados Pessoais. Depois da licenciatura, tornou-se advogado, tendo sido admitido no Conselho Distrital do Porto da Ordem dos Advogados, em 1998.
Em 2012, pouco depois de assumir a liderança do Grupo Parlamentar do PSD, estabeleceu no Porto uma sociedade de advogados, com a denominação SP&M - Sousa Pinheiro & Montenegro, da qual seria sócio até 2022.
Exerceu também funções como presidente da assembleia geral de duas grandes empresas portuguesas: uma no setor do comércio de eletrodomésticos, a Rádio Popular, a outra operadora nos setores da indústria metalomecânica e do turismo, a Ferpinta.
É casado com Carla Neto Montenegro (técnica superior de educação numa IPSS em Espinho, que se dedica a realização de projetos junto de comunidades vulneráveis ao risco social), com quem tem dois filhos.

## Carreira política
Luís Montenegro iniciou a sua vida politica nos anos 1990, a nível autárquico.
Foi membro da Assembleia Municipal de Espinho, a que mais tarde também viria a presidir, e vereador na Câmara Municipal da mesma vila. Em representação desse órgão, foi igualmente membro da Assembleia Metropolitana do Porto.
Na Assembleia da República, foi membro de várias comissões parlamentares, presidente da Subcomissão de Administração Interna, membro da Delegação Portuguesa à Assembleia Parlamentar da NATO, coordenador do grupo parlamentar do PSD na Comissão de Assuntos Constitucionais e na Comissão de Defesa Nacional.
Luís Montenegro ganharia destaque na politica nacional ao ser eleito presidente do Grupo Parlamentar do PSD, em junho de 2011, após a vitória relativa do PSD de Pedro Passos Coelho nas legislativas de 2011, coincidindo também com a intervenção da troika em Portugal.
Em outubro de 2015, foi novamente eleito líder da bancada parlamentar, após a coligação Portugal à Frente (PSD-CDS) ter vencido as eleições legislativas de 2015, mas sem obter a maioria dos votos válidos nem eleger deputados suficientes para formar uma maioria parlamentar, tendo então o Partido Socialista estabelecido Declarações Conjuntas com os partidos à sua esquerda para formar uma maioria parlamentar, crismada por Paulo Portas como “Geringonça”.
Ocupou esse cargo durante a XIII Legislatura, em que o governo do país estava entregue à Coligação PSD-CDS, e na XII legislatura, até anunciar a sua saída do Parlamento em junho de 2017.

## Presidência do Partido Social Democrata

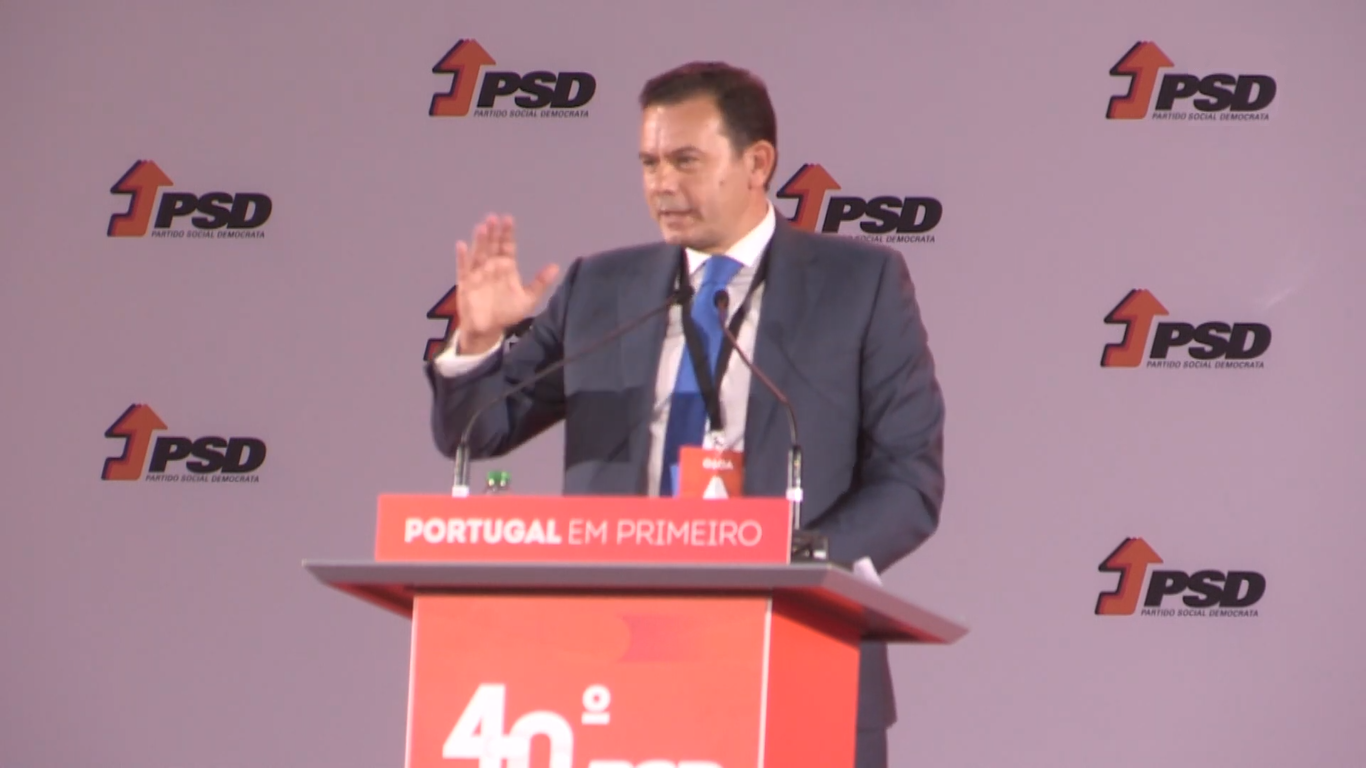
Luís Montenegro no 40.º Congresso do PSD, que o elegeu como Presidente do partido

Em janeiro de 2020, Luís Montenegro candidatou-se, pela primeira vez, à liderança do PSD, contra o então presidente Rui Rio, e contra Miguel Pinto Luz. Conseguiu levar as eleições para uma inédita segunda volta, após nenhum dos candidatos ter obtido mais de 50% dos votos. Na segunda volta, saiu derrotado para Rui Rio, por só dois mil votos de diferença.
Após o PSD ter obtido um mau resultado nas legislativas de 2022, o então líder Rui Rio anunciou que sairia do partido e que desencadearia eleições para eleger um novo presidente.
Montengro anunciou, pela segunda vez, a sua candidatura, a 6 de abril de 2022, na sede do partido.
Pouco mais de duas semanas depois, entrava outro candidato na corrida, o ex-ministro Jorge Moreira da Silva.
As eleições foram a 28 de maio de 2022, acabando por ser eleito líder do partido com uma vitória muito significativa sobre a candidatura de Moreira da Silva.
Tomou posse como lider do PSD no 40.º congresso do PSD, nos dias 1, 2 e 3 de julho de 2022, no Pavilhão Rosa Mota, no Porto.
Em setembro de 2022 começou com o projeto "Sentir Portugal", passando uma semana de cada mês num distrito do país.
A liderança de Montenegro conseguiu voltar a unir o partido, que, após a saída de Pedro Passos Coelho, em 2018, estava em permanentes lutas internas, principalmente durante a liderança de Rui Rio.
Luís Montenegro apresentou um programa para a habitação, controlar a inflação, acolhimento/integração regulada de imigrantes, baixa de impostos, etc.

No dia 14 de abril de 2023, Montenegro excluiu, numa entrevista à CNN Portugal, o Chega de qualquer tipo de acordo com um governo do PSD, desfazendo um tabu que durou mais de nove meses. Essa posição foi reforçada no dia 26 de abril de 2023, no Conselho Nacional do partido, em que Luís Montenegro referiu o seguinte:
Nós no PSD, nunca governamos, nem vamos governar, nem com o apoio da extrema-esquerda nem com o apoio da extrema-direita.
Numa referência direta ao Chega, Montenegro enterrou o assunto, recusando qualquer tipo de acordo com o Chega. Antes das eleições legislativas antecipadas, em relação a fazer uma coligação ou acordos de governo com o Chega, Montenegro disse uma frase que se tornaria célebre: 
Não é não!
O assunto ficou assim definitivamente encerrado.

## Chefia do Governo

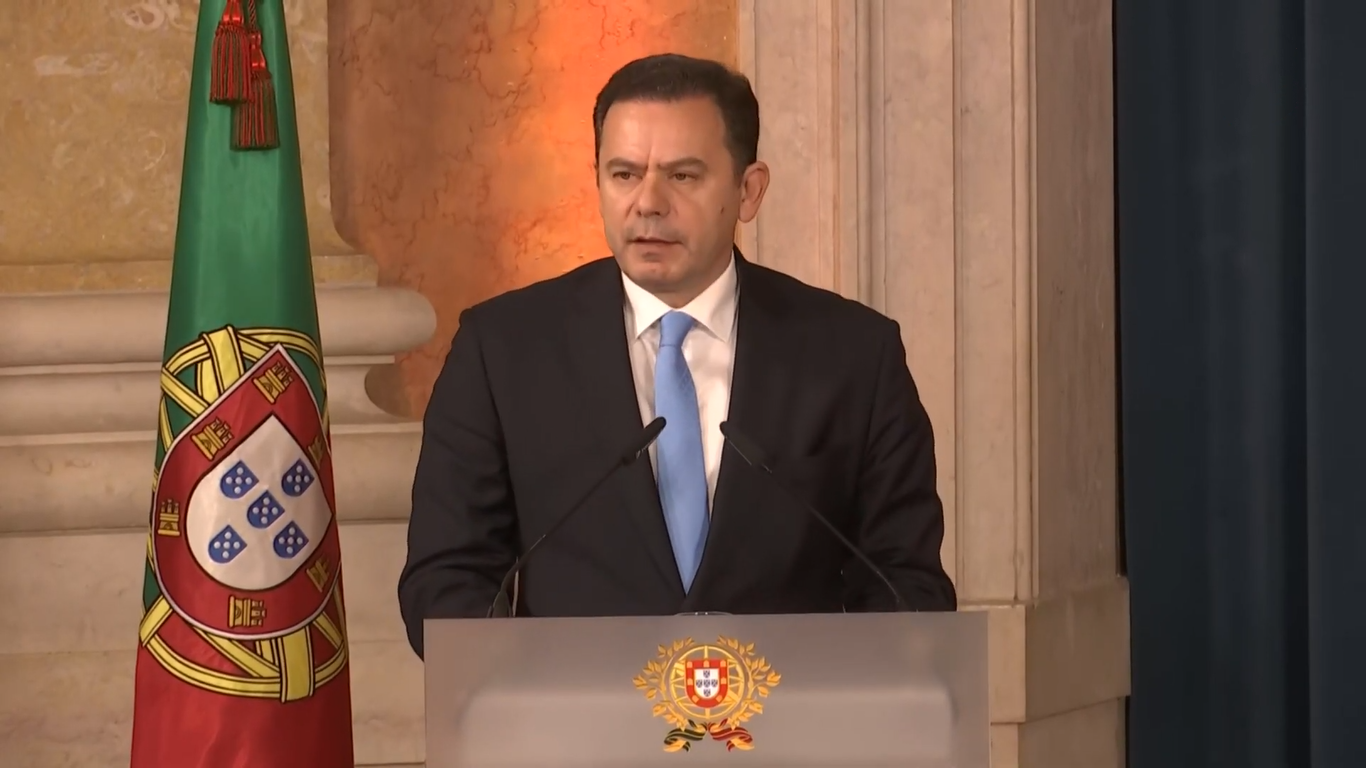
Luís Montenegro discursa no dia da sua tomada de posse como Primeiro-Ministro no Palácio da Ajuda em 2 de abril de 2024

### Primeiro Governo
Nas eleições legislativas de 2024, Luís Montenegro formou com o CDS/PP e o PPM uma coligação, recuperando a denominação de Aliança Democrática.
Na sequencia do resultado das eleições legislativas de 2024, que a AD venceu por uma escassa margem, Montenegro foi empossado como Primeiro-Ministro de Portugal, chefiando o XXIV Governo Constitucional, no dia 2 de abril de 2024, numa cerimónia no Palácio Nacional da Ajuda, em Lisboa.
Em maio de 2024, o governo português do Montenegro anunciou que um novo aeroporto de Lisboa seria construído em Alcochete e estaria pronto em 2034. Foi também anunciada a Terceira Travessia do Tejo.
No final do ano conseguiu a aprovação do Orçamento de Estado de 2025 através da abstenção do Partido Socialista após extensas negociações.

#### A Lei dos Solos
Após anunciar que o governo realizaria alterações à chamada "Lei dos Solos", veio a público um conflito de interesses entre o secretário de estado Hernâni Dias e a elaboração da lei. Confrontado com os factos, este pede demissão, o que é aceite por Luís Montenegro. Contudo o silêncio do primeiro-ministro sobre o caso agita a oposição.

#### Spinumviva e Solverde
Veio-se depois a saber que o próprio primeiro-ministro poderia ter um conflito de interesses com a lei por causa da sua empresa familiar Spinumviva. Isto levou a um grande escrutínio da empresa por parte da oposição e da comunicação social, que acabou por culminar na apresentação de uma moção de censura pelo Chega, que viria a ser rejeitada.
As notícias continuaram, e então descobriu-se que Luís Montenegro tinha em 2022 vendido as ações da empresa familiar à mulher e aos filhos, o que segundo parte da doutrina é um negócio jurídico nulo nos termos do Código Civil devido ao facto de estarem casados em comunhão de adquiridos, ao passo que para outra parte da doutrina tal negócio jurídico é permitido pelo Código das Sociedades Comerciais. Soube-se também que a empresa familiar recebia várias avenças mensais pelos serviços de consultoria que prestava, incluindo uma avença de 4500 € da empresa Solverde desde 2021. Isto pode concretizar um potencial conflito de interesses, visto que o Estado tem de em 2025 promover um novo concurso sobre a concessão de casinos, incluindo os casinos cuja concessão pertence à Solverde.
Posto isto o PCP apresentou uma moção de censura que também foi chumbada. Pedro Nuno Santos prometeu avançar com uma comissão parlamentar de inquérito e como resposta o governo avançou com uma moção de confiança.

#### Queda do governo
O debate da moção de confiança foi marcado por fortes trocas de acusações e tentativas de imputação de culpa entre o Governo e a oposição, especialmente com o PS, após várias recusas durante o debate de propostas do governo de retirar a moção de confiança e a realização de uma Comissão Parlamentar de Inquérito (CPI) com 15 dias de duração ou, após uma interrupção dos trabalhos por 1 hora, uma nova proposta de uma CPI com duração até 80 dias. O PS manteve a exigência de uma CPI com duração de 90 dias prorrogáveis por iguais períodos, pelo que o Governo manteve a moção de confiança. A moção foi então votada, tendo sido rejeitada, o que formalizou a queda do governo.

### Segundo Governo
Na sequência da vitória da AD - Coligação PSD/CDS-PP nas eleições legislativas de 2025, Luís Montenegro foi novamente indigitado como primeiro-ministro, por Marcelo Rebelo de Sousa, a 29 de maio de 2025, dando início ao processo de formação do XXV Governo Constitucional de Portugal.

## Polémicas

### Atividade da SP&M
A sociedade de advogados SP&M, de que Luís Montenegro foi sócio-fundador, foi objeto em março de 2025 de uma investigação do Ministério Público, no âmbito da maior obra pública adjudicada até hoje pela Câmara de Espinho. Os empreiteiros, a ABB, de Barcelos, defenderam-se com pareceres jurídicos solicitados à SP&M, os quais defendiam a legitimidade dos seus interesses no âmbito da adjudicação da obra. O Correio da Manhã revelaria também que foi aquela empresa de Barcelos que forneceu o betão para a moradia de luxo de Montenegro, em Espinho. 
Por outro lado, a SP&M obteve, desde 2014 até janeiro de 2022, um total de 15 contratos por ajuste direto de entidades públicas no valor de cerca de 679 mil euros, dez dos quais com as Câmaras de Espinho e Vagos.

### Loja Mozart
Em 2008, foi noticiado que tinha sido iniciado na Maçonaria, na Loja Mozart, pertencente à Grande Loja Legal de Portugal. A loja estava envolta em polémica pelos membros que a integravam, nomeadamente, além de alguns militantes conhecidos do PSD, o então presidente da Ongoing Nuno Vasconcellos e responsáveis do SIS.
Embora dado como membro mesma da Loja na imprensa, Montenegro nunca teria tido a sua iniciação formalizada em qualquer documento da Grande Loja Legal de Portugal.
Montenegro sempre negou, em todo o caso, ser maçom ou ter qualquer ligação à Maçonaria.

## Resultados eleitorais

### Eleições legislativas
| Data | Partido     | Partido                 | Circulo eleitoral | Posição     | Cl.     | Votos          | %              | +/-    | Status                            | Notas                                                          |
| ---- | ----------- | ----------------------- | ----------------- | ----------- | ------- | -------------- | -------------- | ------ | --------------------------------- | -------------------------------------------------------------- |
| 2002 |             | PPD/PSD                 | Aveiro            | 8.º (em 15) | 1.º     | 170 774        | 46,33 / 100,00 |        | Eleito                            | Deputado                                                       |
| 2005 | 4.º (em 15) | PPD/PSD                 | Aveiro            | 2.º         | 139 062 | 35,66 / 100,00 | 10,67          | Eleito | Deputado                          |                                                                |
| 2009 | 7.º (em 16) | PPD/PSD                 | Aveiro            | 1.º         | 134 971 | 34,56 / 100,00 | 1,10           | Eleito | Deputado                          |                                                                |
| 2011 | 2.º (em 16) | PPD/PSD                 | Aveiro            | 1.º         | 170 857 | 44,45 / 100,00 | 9,89           | Eleito | Líder do Grupo Parlamentar do PSD |                                                                |
| 2015 |             | PàF (PPD/PSD.CDS-PP)    | Aveiro            | 1.º (em 16) | 1.º     | 177 185        | 48,14 / 100,00 |        | Eleito                            | Líder do Grupo Parlamentar do PSD Renunciou ao mandato em 2018 |
| 2024 |             | AD (PPD/PSD.CDS-PP.PPM) | Lisboa            | 1.º (em 48) | 2.º     | 356 698        | 27,04 / 100,00 |        | Eleito                            | Presidente do PSD Primeiro-Ministro                            |
| 2025 |             | AD (PPD/PSD.CDS-PP)     | Aveiro            | 1.º (em 48) | 1.º     | 163 617        | 39,48 / 100,00 |        | Eleito                            | Presidente do PSD Primeiro-Ministro                            |

### Eleições autárquicas

#### Câmara Municipal
| Data | Partido | Partido        | Concelho | Posição    | Cl. | Votos | %              | +/- | Status | Notas                |
| ---- | ------- | -------------- | -------- | ---------- | --- | ----- | -------------- | --- | ------ | -------------------- |
| 2005 |         | PPD/PSD.CDS-PP | Espinho  | 1.º (em 7) | 2.º | 7 784 | 37,97 / 100,00 |     | Eleito | Vereador sem pelouro |

### Eleições diretas do PSD
| Data | 1ª Volta | 1ª Volta | 1ª Volta       | 1ª Volta | 2ª Volta | 2ª Volta | 2ª Volta       | 2ª Volta | Status     |
| Data | Cl.      | Votos    | %              | +/-      | Cl.      | Votos    | %              | +/-      | Status     |
| ---- | -------- | -------- | -------------- | -------- | -------- | -------- | -------------- | -------- | ---------- |
| 2020 | 2.º      | 13 137   | 41,26 / 100,00 |          | 2.º      | 15 086   | 46,79 / 100,00 | 5,53     | Não eleito |
| 2022 | 1.º      | 18 852   | 72,48 / 100,00 |          |          |          |                |          | Eleito     |

## Condecorações
- Grande-Oficial da Legião de Honra de França (2025)